# Zderzenie samolotów na Gatow

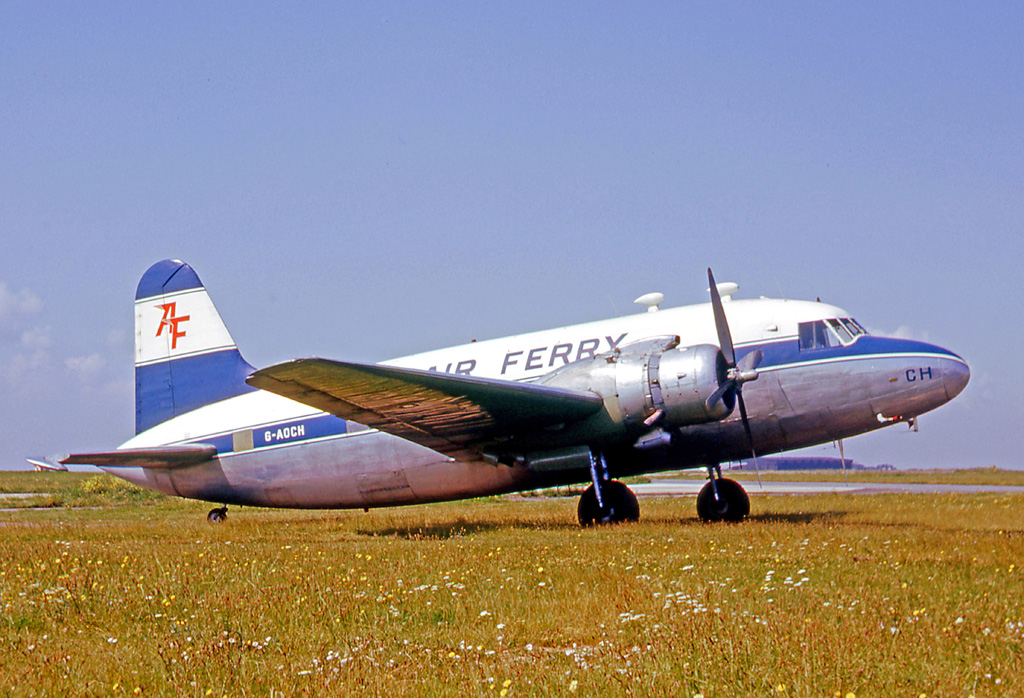
Vickers VC.1 Viking

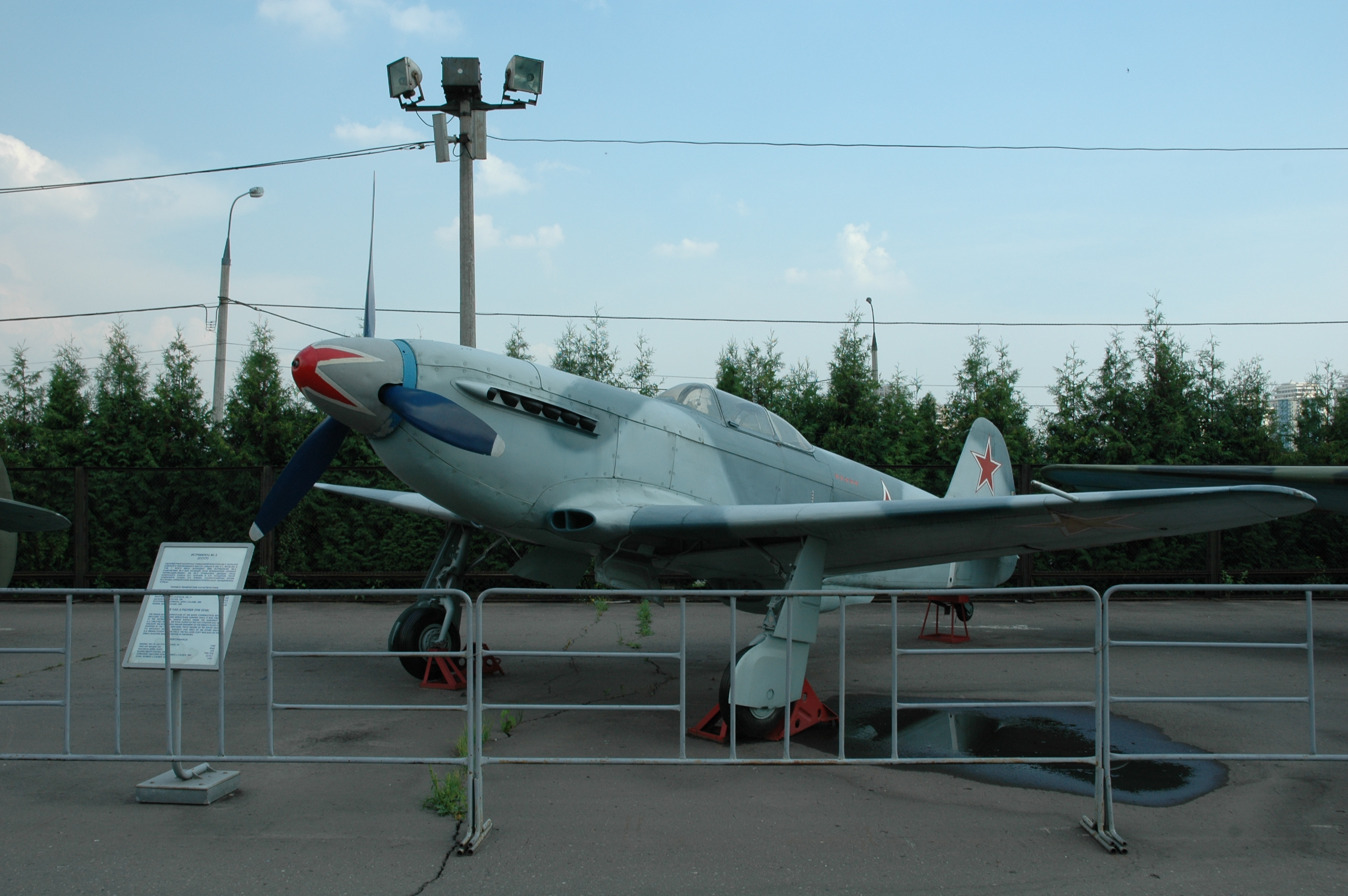
Samolot myśliwski Jak-3

Zderzenie samolotów w Gatow – wypadek lotniczy w pobliżu lotniska Gatow 5 kwietnia 1948, podczas którego samolot aliancki Vickers VC.1 Viking zderzył się z sowieckim samolotem Jakowlew Jak-3.
Wypadek zdarzył się krótko po rozpoczęciu przez Sowietów blokady Berlina. Ówczesną polityką było niepokojenie samolotów alianckich z dalekosiężnym celem zaprzestania ich lotów w Berlinie. Jeden z sowieckich samolotów prawdopodobnie przekroczył granicę sektora sowieckiego niedaleko lotniska Gatow położonego w południowo-zachodniej części Berlina; w pobliżu Gatow znajdowało się również lotnisko sowieckie. Samolot Vickers VC.1 Viking próbując wylądować na lotnisku zderzył się czołowo z samolotem Jak-3. W wypadku zginęło 10 pasażerów i 4 osoby załogi z Royal Air Force. Pilot radziecki również zginął na miejscu. Przyczyną wypadku było pogwałcenie przez pilota radzieckiego obowiązujących zasad i procedur.
Na miejsce wypadku przybyły najpierw służby sowieckie i odgrodziły teren wypadku, odmawiając Brytyjczykom wstępu na ten obszar przez kilka godzin. Dzień później Związek Radziecki przeprosił za wypadek i zgodził się na ograniczenie lotów patrolowych.